# NGC 5893
NGC 5893 é uma galáxia espiral barrada (SBb) localizada na direcção da constelação de Boötes. Possui uma declinação de +41° 57' 33" e uma ascensão recta de 15 horas, 13 minutos e 34,3 segundos.
A galáxia NGC 5893 foi descoberta em 9 de Abril de 1787 por William Herschel.